# شهدخوار خاکستری
شهدخوار خاکستری (نام علمی: Cyanomitra veroxii) نام یک گونه از تیره شهدخواران است که در کنیا، مالاوی، موزامبیک، سومالی، آفریقای جنوبی، سوازیلند و تانزانیا یافت می‌شود.